# Altre forme di vita
Altre forme di vita è un singolo dei Bluvertigo del 1998 estratto dall'album Metallo non metallo.

## Tracce
1. Altre f.d.v. (radio edit)
2. Decadenza (live al Bloom)
3. Never Let Me Down Again (Live al Motion)
4. Are You Hard With The Machine Which Wrong?
5. Spazi illimiti